# 뵈뢰슈머르치 광장

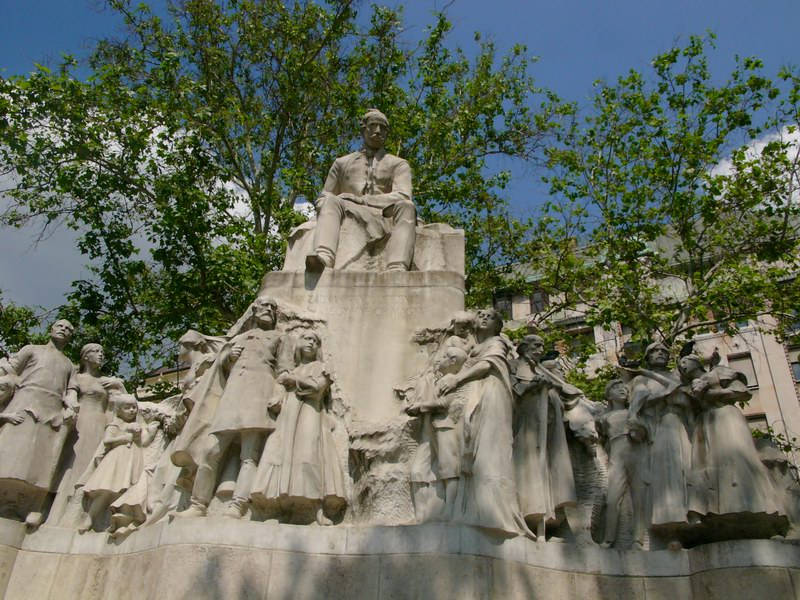
뵈뢰슈머르치 광장의 미하이 뵈뢰슈머르치의 상. 그의 이름을 따서 광장의 이름이 붙여졌다.

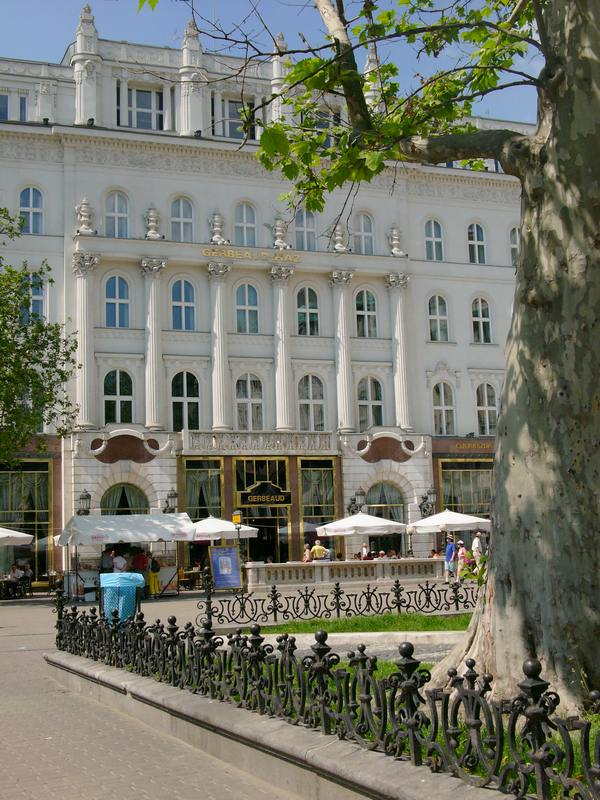
뵈뢰슈머르치 광장의 카페 제르보

뵈뢰슈머르치 광장(헝가리어: Vörösmarty tér)은 헝가리의 수도 부다페스트의 중심가에 광장으로 바치 거리 (Váci utca)의 북쪽 끝에 위치하고 있다. 부다페스트의 제5구에 위치하고 있는 이 광장은 부다페스트에서 사람의 통행이 많은 지역임에도 불구하고 차량의 진입이 제한되어 있다. 이 광장에는 1896년에 개통된 세계에서 3번째로 오래된 지하철인 부다페스트 지하철 1호선의 남쪽 종점이 위치하고 있다. 이 광장의 이름은 헝가리의 시인인 미하이 뵈뢰스머르치의 이름을 따서 붙여졌는데, 이 광장의 중심에는 서쪽을 바라보고 있는 그의 상이 서있다. 이 상의 뒤쪽에는 울타리로 둘러싸인 공원과 네 마리의 사자가 입에서 물을 뿜고 있는 분수가 있다. 광장의 북쪽 끝에는 카페 제르보와 부다페스트 지하철 1호선으로 내려가는 계단이 있다. 이 광장은 업무 지구이기도 한데, 이 광장 주변에는 영국 대사관을 비롯해 아에로플로트 사무소, 헝가리 국가경제부 등이 위치하고 있다.